# Учителска искра
„Учителска искра“ е вестник на Социалдемократическата учителска организация. Излиза три пъти в месеца от 1905 до 1909 година. Редактори са Петко Ралев, Михаил Герасков, Павел Делирадев, Хр. Стоянов. Издатели са Хр. Цанев и Георги Бакалов. Печата се в печатници „Гавазов – Чомонев“, „Съединение“ и „Търговска“ в София, и „Росица“ в Горна Оряховица. От 1907 година до 1909 година се преименува на „Учителска борба“.